# Huta Głodowska
Huta Głodowska – wieś w Polsce położona w województwie kujawsko-pomorskim, w powiecie lipnowskim, w gminie Lipno.

## Historia
W 1825 r. wieś miała wchodzić w skład dóbr Głodowo należących do Ignacego Piotra Pląskowskiego.
W latach 1975–1998 miejscowość administracyjnie należała do województwa włocławskiego.

## Demografia
Według Narodowego Spisu Powszechnego (III 2011 r.) wieś liczyła 136 mieszkańców. Jest 35. co do wielkości miejscowością gminy Lipno.